# Mustafa Sayyed El-Wali
Mustafa Sayyed el-Wali (också känd som El Uali, El-Wali, Luali eller Lulei; engelska: El-Ouali Mustapha Sayed, arabiska: الوالي مصطفى السيد
); född ca 1948 och död 1976, var den västsahariska befrielserörelsen Front Polisarios generalsekreterare 1974–1976.
El-Wali deltog i den väpnade motståndsrörelsen mot den spanska kolonialmakten i dåvarande Spanska Sahara och var 1973 en av grundarna av Polisario och dess generalsekreterare från augusti 1974, efter Brahim Ghali. Polisario kom att bli en samlande organisation för den västsahariska befrielserörelsen. Spanien beslutade sig 1975 för att lämna området och gjorde det definitivt den 26 februari 1976. Dagen efter, den 27 februari, utropades den nya västsahariska staten av Polisario, den Sahariska Arabiska Demokratiska Republiken (SADR).
Spanien lämnade dock redan från 1975 över området till Marocko och Mauretanien, som båda blev nya ockupationsmakter och Polisarios motståndare. Den 9 juni 1976 dödades El-Wali i strid efter en räd mot Mauretaniens huvudstad Nouakchott.
I augusti samma år valdes Mohamed Abdelaziz till ny generalsekreterare. I mellanperioden, juni–augusti, var Mahfud Ali Beiba tillförordnad generalsekreterare.
Ibland anges El-Wali som SADR:s förste president, men formellt sett var det inte förrän 1982 som Polisarios generalsekreterare enligt den nya konstitutionen tilldelades den nya befattningen som SADR:s president.
El-Wali hyllas som nationell martyr och landsfader av Sahariska republiken och Polisario.